# Hapoel Haifa
Der Hapoel Haifa Fußball Club (hebräisch מועדון כדורגל הפועל חיפה) ist ein israelischer Fußballclub in Haifa.
Der aus der Arbeiterbewegung hervorgegangene Verein wurde 1924 gegründet. Das Wort Hapoel ist hebräisch für Arbeiter. Der Verein trug bis 2014 seine Heimspiele im 1955 eröffneten Kiryat-Eliezer-Stadion aus, welches ein Fassungsvermögen von 14.000 Zuschauern hat und auch von Maccabi Haifa genutzt wurde. Zur Saison 2014/15 zog Hapoel in das neue Sammy-Ofer-Stadion mit 30.858 Plätzen um.

## Spieler
- Zlatko „Tschik“ Čajkovski (1958–1960)
- Yochanan Vollach (1965–1977)
- Đovani Roso (1997–2000)
- Dudu Aouate (1998–2001)
- Alin Minteuan (2000–2002)
- Michael Aničić (2001–2002)
- Dejan Kelhar (2011–2012)
- Gabriel Tamaș (2017–2019)

## Trainer
- Zlatko „Tschik“ Čajkovski (1958–1960)
- Uwe Klimaschefski (1972)
- Dror Kashtan (1994–1995)

## Titel
- Israelische Meisterschaft: 1999
- Israelischer Fußballpokal: 1963, 1966, 1974, 2018
- Israelischer Ligapokal: 2001
- Pokal zum 10-jährigen Jubiläum der Gründung Israels: 1958